# Топкапъ (квартал)
„Топкапъ“ (на турски: Topkapı, означаващо „Оръдейна порта“) е квартал в район „Фатих“ в Истанбул, Турция.

## Местоположение
Топкапъ се намира в западния край на район Фатих, под древните градски стени. Кварталът е съсредоточен около джамията Кара Ахмед паша, между улиците „Топкапъ“, „Ватан“ (на север) и „Тургут Озал Милет“ (на юг).

## Име
Топкапъ е наречен така, защото това е мястото, където османското оръдие, известно като „Базиликата“, е било разположено по време на обсадата от 1453 г. срещу портата Свети Роман в градските стени. Портата е точката, от която султан Мехмед II влиза в града след падането му. Портата е преименувана, за да отбележи това събитие, и кварталът носи името си от там.

## Транспорт
Топкапъ е мястото на главната автогара на Истанбул, която се намира извън градската стена, до 1994 г., когато е преместена в Байрампаша. Обслужва се от метростанция Топкапъ – Улубатлъ, част от метролиния M1, вътре в стената, и от станция Топкапъ извън стената, която е обмен между трамвайни линии T1 и T4 и Metrobus.